# Lijst van vliegvelden in Polen

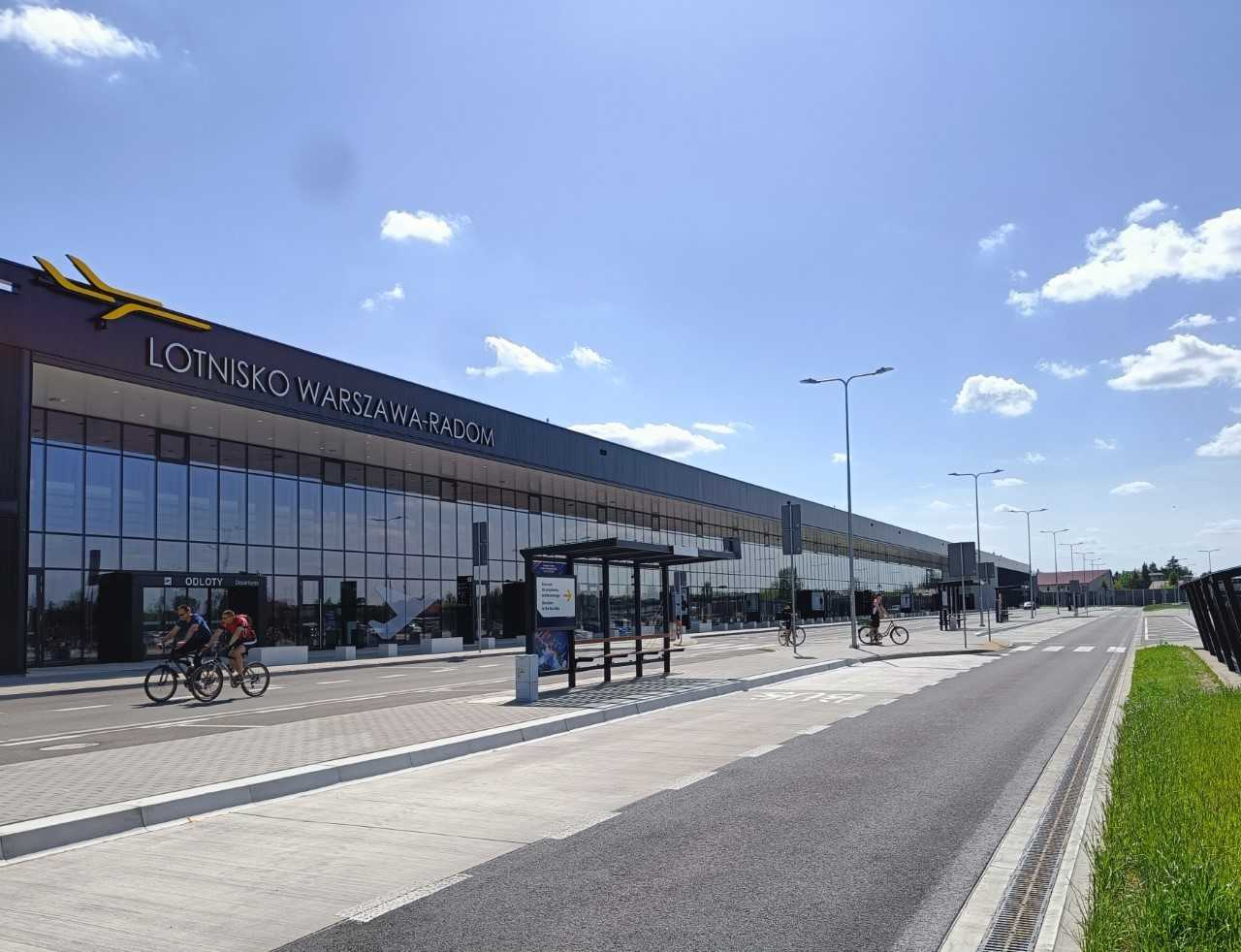

Dit is een lijst van vliegvelden in Polen, gesorteerd op locatie.
| Stad           | Woiwodschap       | Locatie (Gemeente — Stadsdeel) | ICAO | IATA | Naam luchthaven                  | Passagiersaantallen (2011) | WWW                           |
| -------------- | ----------------- | ------------------------------ | ---- | ---- | -------------------------------- | -------------------------- | ----------------------------- |
| Bydgoszcz      | Koejavië-Pommeren | Szwederowo (Bydgoszcz)         | EPBY | BZG  | Luchthaven Ignacy Jan Paderewski | 328 099                    | www.plb.pl                    |
| Gdańsk         | Pommeren          | Rębiechowo (Gdańsk — Matarnia) | EPGD | GDN  | Luchthaven Lech Wałęsa           | 2 861 774                  | www.airport.gdansk.pl         |
| Gdynia         | Pommeren          | - (Kosakowo)                   | EPOK | QYD  | Luchthaven Gdynia                | in aanbouw                 | www.airport.gdynia.pl         |
| Katowice       | Silezië           | Pyrzowice (Ożarowice)          | EPKT | KTW  | Luchthaven Katowice              | 2 518 409                  | www.katowice-airport.com      |
| Krakau         | Klein-Polen       | Balice (Zabierzów)             | EPKK | KRK  | Luchthaven Johannes Paulus II    | 3 408 954                  | www.krakowairport.pl          |
| Lublin         | Lublin            | - (Świdnik)                    | EPSW | LUZ  | Luchthaven Lublin                | 5 697                      | www.airport.lublin.pl         |
| Łódź           | Łódź              | Lublinek (Łódź)                | EPLL | LCJ  | Luchthaven Władyslaw Reymont     | 463 459                    | www.airport.lodz.pl           |
| Poznań         | Groot-Polen       | Ławica (Poznań)                | EPPO | POZ  | Luchthaven Henryk Wieniawski     | 1 560 334                  | www.airport-poznan.com.pl     |
| Warschau-Radom | Mazovië           | Radom (Radom)                  | ERPA | RDO  | Luchthaven Warschau-Radom        | 0                          | www.lotniskowarszawa-radom.pl |
| Rzeszów        | Subkarpaten       | Jasionka (Trzebownisko)        | EPRZ | RZE  | Luchthaven Rzeszów               | 562 934                    | www.rzeszowairport.pl         |
| Szczecin       | West-Pommeren     | - (Goleniów)                   | EPSC | SZZ  | Luchthaven "Solidariteit"        | 347 063                    | www.airport.com.pl            |
| Warschau       | Mazovië           | Modlin (Nowy Dwór Mazowiecki)  | EPMO | WMI  | Luchthaven Mazovië               | 857 481                    | www.modlinairport.pl          |
| Warschau       | Mazovië           | Okęcie (Warschau — Włochy)     | EPWA | WAW  | Luchthaven Frédéric Chopin       | 9 567 063                  | www.lotnisko-chopina.pl       |
| Wrocław        | Neder-Silezië     | Strachowice (Wrocław)          | EPWR | WRO  | Luchthaven Copernicus            | 1 942 000                  | www.airport.wroclaw.pl        |
| Zielona Góra   | Lubusz            | - (Babimost)                   | EPZG | IEG  | Luchthaven Zielona Góra          | 12 290                     | www.lotnisko.lubuskie.pl      |